# Geoparque da Costa de Cobre

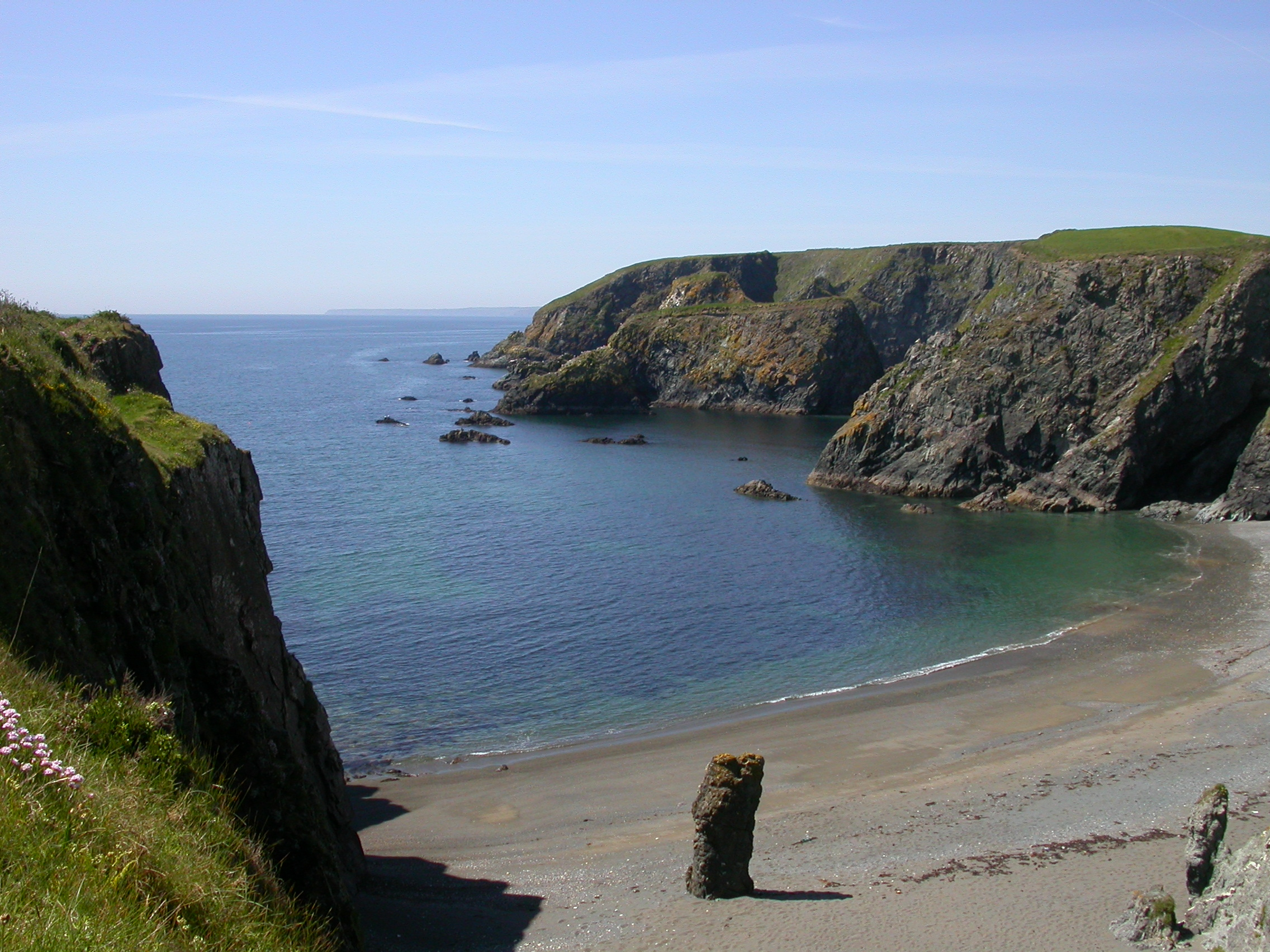
Geoparque da Costa de Cobre

O Geoparque da Costa de Cobre é uma área designada que compreende um trecho da costa sul da Irlanda no condado de Waterford, estendendo-se por cerca de vinte e cinco quilômetros de litoral desde Kilfarrasy no leste até Stradbally no oeste. Foi o primeiro Geoparque a ser designado no país. O nome do Geoparque deriva da atividade de mineração de cobre que ocorreu na área durante o século XIX. O Geoparque é um museu geológico ao ar livre que mostra a diversidade de ambientes sob os quais a área evoluiu nos últimos quatrocentos e sessenta milhões de anos.
O clima no Geoparque é típico do litoral do país. O verão é a estação mais quente e seca, com temperatura chegando a 15°C.
O Geoparque foi criado em 2001 como parte da Rede Europeia de Geoparques (REG) e em 2004 foi reconhecido como um Geoparque Global da UNESCO.

## Panorama

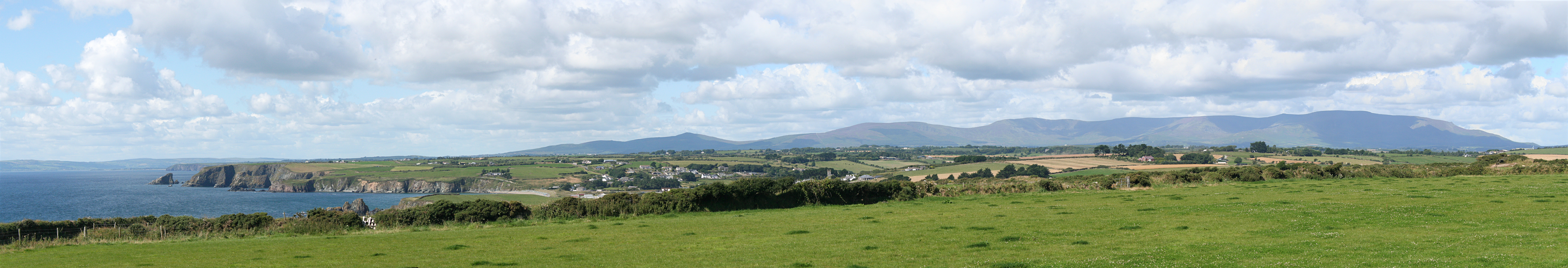
Costa de Cobre e Montanhas Commaragh